# Tabea Schmid
Tabea Schmid (* 14. August 2003 in St. Gallen, Schweiz) ist eine Schweizer Handballspielerin, die dem Kader der Schweizer Nationalmannschaft angehört.

## Karriere

### Im Verein
Schmid lief ab der Saison 2014/15 beim LC Brühl Handball auf, bei dem sie anfangs im Jugendbereich aktiv war. Später rückte die Kreisläuferin in das Kader der Erstligamannschaft. Dort absolvierte Schmid bis zum Saisonende 2020/21 insgesamt 30 Partien in der SPAR Premium League 1, in denen sie 80 Treffer erzielte und wurde daraufhin als Newcomerin der Saison 2020/21 ausgezeichnet. Anschliessend lief sie für den französischen Zweitligisten Achenheim Truchtersheim Handball auf. Im Sommer 2022 kehrte sie zum LC Brühl Handball zurück. Mit dem LC Brühl Handball gewann sie 2023 die Schweizer Meisterschaft und den Schweizer Cup. Nach der Saison wurde sie im Rahmen der Swiss Handball Awards zudem als MVP der Liga geehrt. Ab der Saison 2023/24 stand sie beim dänischen Erstligisten København Håndbold unter Vertrag. Am Ende der Saison 2023/24 wurde sie bei den Swiss Handball Awards als beste Schweizer Spielerin ausgezeichnet. In der Saison 2024/25 wurde sie bei København Håndbold mit 287 Toren nicht nur Topscorerin aller Zeiten in der höchsten dänischen Liga, sondern erreichte auch den höchsten statistischen Wert (MEP=Most Effektive Player) der gesamten Liga, wofür sie am Ende der Saison bei den Swiss Handball Awards wiederum als beste Schweizer Spielerin (Swiss Player) ausgezeichnet wurde. Im Sommer 2025 verliess sie den Verein und wechselte zum Team Esbjerg.

### In der Nationalmannschaft
Schmid gehörte dem Kader der Schweizer Jugend- und Juniorinnennationalmannschaft an. Sie nahm mit der Juniorinnenauswahl an der U-20-Weltmeisterschaft 2022 teil, in deren Verlauf sie insgesamt 44 Treffer erzielte.
Schmid gab am 20. März 2021 ihr Länderspieldebüt für die Schweizer Nationalmannschaft gegen die färöische Auswahl. Mit der Schweiz nahm sie an der Europameisterschaft 2022 und der Europameisterschaft 2024 teil. 2024 erreichte die Schweiz die Hauptrunde und beendete das Turnier auf dem 12. Platz. Schmid erzielte in 7 Spielen 44 Treffer, wodurch sie nach Vor- und Hauptrunde auf Rang 4 der Scorerliste stand.